# Demo (informática)
En informática, las demos o versiones demo son prototipos, versiones incompletas o de evaluación de un determinado programa informático con el fin de mostrar la idea de funcionamiento y demostrar sus funcionalidades. Se utilizan para que los usuarios o potenciales clientes puedan probar el software antes de comenzar a utilizarlo en un ambiente real.

## Demos de aplicaciones
Son instalaciones de programas con el único fin que los usuarios puedan evaluarlas sin necesidad de tener que realizar una instalación propia.

## Shareware
Para determinados paquetes de software que han sido distribuidos de forma gratuita (shareware), una demo consiste en una versión recortada con una o más limitaciones respecto a la versión completa. Las limitaciones más comunes son:
- El programa es funcional sólo durante un período después la instalación.
- Insertan una marca o firma en los archivos creados (es común en el software para editar imágenes y vídeo)
- Restringen o bloquean el acceso a importantes funciones como guardar el documento actual o grabar.

Una vez el período de evaluación ha finalizado el usuario debe comprar un código de registro para poder seguir usando el programa.
También son partes inconclusas de juegos o programas.
- Datos: Q118869418